# Потемнение к краю

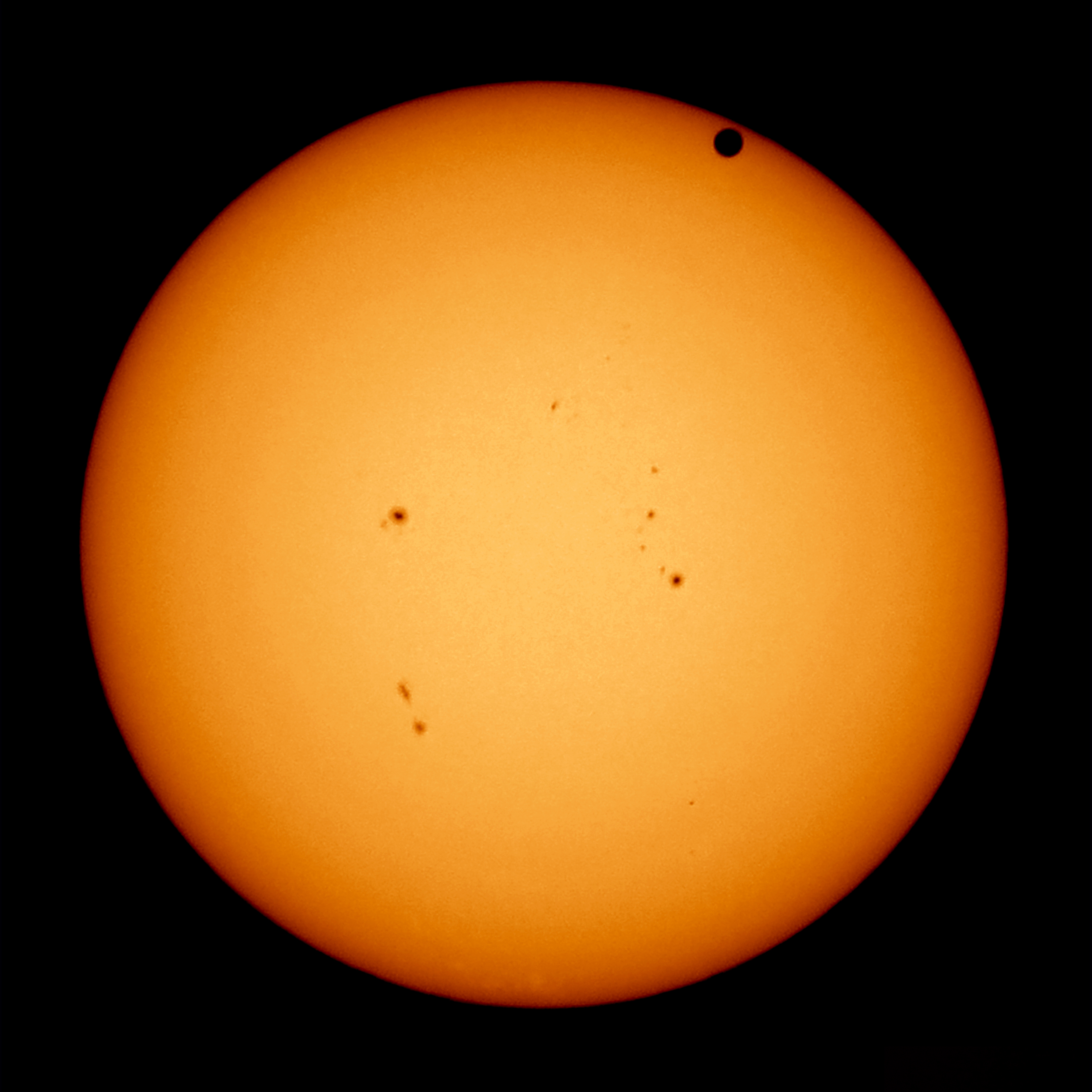
Полученное с применением солнечного фильтра изображение Солнца в видимом диапазоне спектра, показывающее эффект завёрнутого хлеба потемнения к краю как уменьшение яркости по направлению к краю диска. Изображение было получено в течение прохождения Венеры по диску Солнца в 2012 г.

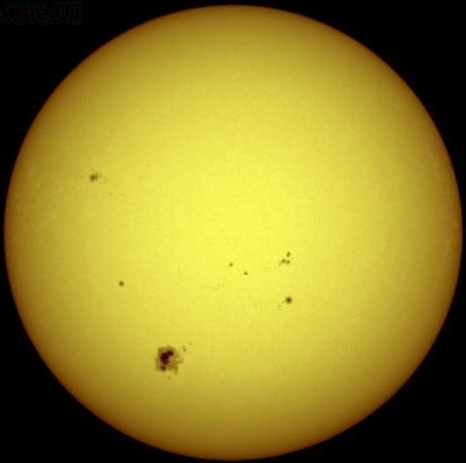
Заметно потемнение к краю и солнечные пятна. Пятно находящееся в нижнем левом углу примерно в 5 раз больше планеты Земли. Солнце снятое в июне 1992 года.

Потемнение диска к краю — оптический эффект при наблюдении звёзд, включая Солнце, при котором центральная часть диска звезды кажется ярче, чем край или лимб диска. Понимание данного эффекта позволило создать модели звездных атмосфер с учетом  подобного градиента яркости, что способствовало развитию теории переноса излучения.

## Основы теории

Упрощенная схема эффекта потемнения диска к краю. Внешняя граница — радиус, при котором излученные фотоны не испытывают поглощения. L — расстояние, оптическая толщина которого равна единице. Фотоны излучения высокой температуры, испущенные в точке A, испытают такое же поглощение, как и фотоны, излученные в точке B. Приведенная здесь схема изображена не в масштабе, поскольку, например, для Солнца L составляет несколько сотен км при радиусе Солнца около 700 тыс. км.

Ключевым понятием при описании данного эффекта является оптическая толщина. Расстояние, равное оптической толщине, показывает толщину слоя газа, из которого может выйти только доля фотонов, равная 1/e. Данная величина определяет видимый край звезды, поскольку на глубине нескольких единиц оптической толщины звезда становится непрозрачной для излучения. Наблюдаемое излучение звезды можно представить суммой излучения вдоль луча зрения до точки, в которой оптическая толщина становится равной единице.  При наблюдении края звезды наблюдатель  видит слои звезды на меньшей глубине по сравнению с наблюдением центра диска, поскольку  в первом случае луч зрения проходит через слои газа под большим углом к нормали. Другими словами, расстояние от центра звезды до слоя, имеющего единичную оптическую толщину, увеличивается при смещении луча зрения от центра диска к краю.
Другой эффект  состоит в том, что  эффективная температура в атмосфере звезды обычно понижается с увеличением расстояния от центра звезды. Свойства излучения являются функциями данной температуры. Например, в случае приближения звезды абсолютно чёрным телом проинтегрированная по спектру интенсивность пропорциональна четвёртой степени температуры (Закон Стефана — Больцмана). Поскольку, когда мы наблюдаем звезду, в первом приближении излучение приходит от слоя, оптическая толщина которого равна единице, и глубина данного слоя больше при наблюдении центра звезды, то в центральной области диска излучение приходит от слоя с большей температурой, интенсивность излучения выше.
В реальности температура в звёздных атмосферах не всегда строго уменьшается с увеличением расстояния от центра звезды и для некоторых спектральных линий единичная оптическая толщина достигается в области увеличения температуры.  В подобном случае наблюдатель видит эффект увеличения яркости к краю диска.  Для Солнца наличие области минимальной температуры означает, что эффект  усиления яркости к краю диска будет доминировать в области далёкого инфракрасного излучения и радиоизлучения. За пределами нижних слоев атмосферы Солнца, над областью минимальной температуры Солнца расположена солнечная корона, имеющая температуру около 106 K. Для большинства длин волн данная область является оптически тонкой (имеет малую оптическую толщину), и, следовательно, должно наблюдаться увеличение яркости к краю в предположении сферической симметрии.
Классический анализ эффекта предполагает существование гидростатического равновесия, но начиная с некоторого уровня точности подобное предположение перестает выполняться (например, в солнечных пятнах, факелах). Граница между хромосферой и солнечной короной представляет сложную область перехода, хорошо наблюдаемую в ультрафиолетовом излучении.

## Вычисление потемнения диска

Геометрический аспект потемнения диска. Точка O обозначает центр звезды, радиус звезды равен R. Наблюдатель находится в точке P на расстоянии r от центра звезды. Проводится наблюдение точки S на поверхности звезды. С точки зрения наблюдателя точка S удалена на угол θ от линии, проведённой от наблюдателя к центру звезды. Угол между направлениями от наблюдателя к центру звезды и к лимбу равен Ω. Угол между нормалью к поверхности звезды в точке S и направлением из точки S к наблюдателю равен ψ.

На представленном справа рисунке наблюдатель находится в точке P за пределами атмосферы звезды. Интенсивность излучения, наблюдаемая в направлении θ, является функцией угла ψ. Интенсивность можно представить в виде полинома по степеням cos ψ:
{\displaystyle {\frac {I(\psi )}{I(0)}}=\sum _{k=0}^{N}a_{k}\cos ^{k}\psi ,}
где I(ψ) — интенсивность, наблюдаемая в точке P вдоль луча зрения, образующего угол ψ с радиус-вектором из центра звезды, I(0) — интенсивность от центра диска. Поскольку отношение равно единице при  ψ = 0, то
{\displaystyle \sum _{k=0}^{N}a_{k}=1.}
В случае  излучения Солнца на длине волны 550 нм эффект потемнения к краю можно аппроксимировать при N = 2:
{\displaystyle a_{0}=1-a_{1}-a_{2}=0.3,}
{\displaystyle a_{1}=0.93,}
{\displaystyle a_{2}=-0.23}
(см. Cox, 2000). Часто уравнение потемнения диска записывают в виде
{\displaystyle {\frac {I(\psi )}{I(0)}}=1+\sum _{k=1}^{N}A_{k}(1-\cos \psi )^{k},}
содержащем N  независимых переменных. Можно указать связь между коэффициентами ak и Ak. Например, при N = 2:
{\displaystyle A_{1}=-(a_{1}+2*a_{2}),}
{\displaystyle A_{2}=a_{2}.}
Тогда для излучения Солнца с длиной волны 550 нм
{\displaystyle A_{1}=-0.47,}
{\displaystyle A_{2}=-0.23.}
В данной модели интенсивность излучения на краю диска Солнца  составляет 30% интенсивности в центре диска.
Полученные формулы можно переписать  в терминах угла θ с помощью замены 
{\displaystyle \cos \psi ={\frac {\sqrt {\cos ^{2}\theta -\cos ^{2}\Omega }}{\sin \Omega }}={\sqrt {1-\left({\frac {\sin \theta }{\sin \Omega }}\right)^{2}}},}
где Ω — угловое расстояние между центром диска и лимбом. Для малых углов θ имеем
{\displaystyle \cos \psi \approx {\sqrt {1-\left({\frac {\theta }{\sin \Omega }}\right)^{2}}}.}
Рассмотренное выше приближение можно использовать для вывода аналитического выражения отношения средней интенсивности к центральной. Средняя интенсивность Im представляет собой интеграл интенсивности по диску звезды, делённый на телесный угол, занимаемый диском:
{\displaystyle I_{m}={\frac {\int I(\psi )\,d\omega }{\int d\omega }},}
где dω = sin θ dθ dφ является элементом телесного угла, переменные интегрирования лежат в пределах: 0 ≤ φ ≤ 2π и 0 ≤ θ ≤ Ω. Интеграл можно переписать в виде
{\displaystyle I_{m}={\frac {\int _{\cos \Omega }^{1}I(\psi )\,d\cos \theta }{\int _{\cos \Omega }^{1}d\cos \theta }}={\frac {\int _{\cos \Omega }^{1}I(\psi )\,d\cos \theta }{1-\cos \Omega }}.}
Данное уравнение можно решать аналитически, но это весьма сложно. Однако, для удаленного на бесконечное расстояние наблюдателя  {\displaystyle d\cos \theta } можно заменить на {\displaystyle \sin ^{2}\Omega \cos \psi \,d\cos \psi }, в результате
{\displaystyle I_{m}={\frac {\int _{0}^{1}I(\psi )\cos \psi \,d\cos \psi }{\int _{0}^{1}\cos \psi \,d\cos \psi }}=2\int _{0}^{1}I(\psi )\cos \psi \,d\cos \psi ,}
{\displaystyle {\frac {I_{m}}{I(0)}}=2\sum _{k=0}^{N}{\frac {a_{k}}{k+2}}.}
Для излучения Солнца на длине волны 550 нм средняя интенсивность оказывается равной 80,5% от центральной интенсивности.